# Liste der Fahnenträger der Mannschaften von St. Kitts und Nevis bei Olympischen Spielen
Die Liste der Fahnenträger von St. Kitts und Nevis bei Olympischen Spielen listet chronologisch alle Fahnenträger von St. Kitts und Nevis bei den Eröffnungsfeiern Olympischer Spiele auf.

## Liste der Fahnenträger
| Mannschaft             | Veranstaltung | Fahnenträger (EF)    | Fahnenträger (AF) |
| ---------------------- | ------------- | -------------------- | ----------------- |
| 1996 in Atlanta        | Sommerspiele  | Diane Francis        |                   |
| 2000 in Sydney         | Sommerspiele  | Kim Collins          |                   |
| 2004 in Athen          | Sommerspiele  | Kim Collins          | Kim Collins       |
| 2008 in Peking         | Sommerspiele  | Virgil Hodge         | Virgil Hodge      |
| 2012 in London         | Sommerspiele  | Kim Collins          | Antoine Adams     |
| 2016 in Rio de Janeiro | Sommerspiele  | Antoine Adams        | Antoine Adams     |
| 2020 in Tokio          | Sommerspiele  | Amya Clarke          | Volunteer         |
| 2020 in Tokio          | Sommerspiele  | Jason Rogers         | Volunteer         |
| 2024 in Paris          | Sommerspiele  | Zahria Allers-Liburd | Naquille Harris   |
| 2024 in Paris          | Sommerspiele  | Naquille Harris      | Naquille Harris   |

Anmerkung: (EF) = Eröffnungsfeier, (AF) = Abschlussfeier

## Statistik
| Rang    | Sportart       | EF | AF | ∑  |
| ------- | -------------- | -- | -- | -- |
| 1       | Leichtathletik | 10 | 5  | 15 |
| 2       | Volunteer      | 0  | 1  | 1  |
| Gesamt: | Gesamt:        | 10 | 6  | 16 |

| Rang                   | Sportart | EF | AF | ∑ |
| ---------------------- | -------- | -- | -- | - |
| bisher keine Teilnahme |          |    |    |   |
| Gesamt:                | Gesamt:  | 0  | 0  | 0 |

| Rang    | Sportart       | EF | AF | ∑  |
| ------- | -------------- | -- | -- | -- |
| 1       | Leichtathletik | 10 | 5  | 15 |
| 2       | Volunteer      | 0  | 1  | 1  |
| Gesamt: | Gesamt:        | 10 | 6  | 16 |